# Коефіцієнт Пуассона
Коефіціє́нт Пуассо́на — це міра зміни поперечних розмірів ізотропного тіла при деформації розтягу. 
Коефіцієнт Пуассона є характеристикою речовини. Він позначається грецькою літерою ν або грецькою літерою μ і є величиною безрозмірною. Часто при записі деформаційних співвідношень використовують величину, обернену до величини цього коефіцієнта {\displaystyle m={\frac {1}{\nu }}}. Цю величину називають числом Пуассона.

## Фізична природа
При розтягу стержня (одновісна деформація) його поперечні розміри змінюються. Міра цієї зміни задається коефіцієнтом Пуассона за допомогою формули 
{\displaystyle u_{xx}=u_{yy}=-\nu u_{zz}},
де {\displaystyle u_{zz}} — поздовжня компонента тензора деформації, {\displaystyle u_{xx}} та {\displaystyle u_{yy}} — поперечні компоненти 
тензора деформації.

## Межі
Значення коефіцієнта Пуассона лежить в межах від -1 до 1/2. Для абсолютно нестискуваного тіла ν = 1/2. Прикладом майже нестискуваного тіла є 
вода. Для більшості матеріалів коефіцієнт Пуассона лежить в межах від 0 до 1/2. Для сталі й інших металів він близький до 0,3. 
Коефіцієнт Пуассона може бути від'ємним, хоча така ситуація екзотична. Це значить, що при розтягу поперечні розміри тіла збільшуються. Матеріали з такими властивостями отримали назву «ауксетики».

## Значення коефіцієнта Пуассона для деяких матеріалів
| Матеріал       | коефіцієнт Пуассона ν |
| -------------- | --------------------- |
| Алюміній       | 0,34                  |
| Вольфрам       | 0,29                  |
| Германій       | 0,31                  |
| Дюралюміній    | 0,34                  |
| Іридій         | 0,26                  |
| Кварцове скло  | 0,17                  |
| Константан     | 0,33                  |
| Латунь         | 0,35                  |
| Манганин       | 0,33                  |
| Мідь           | 0,35                  |
| Органічне скло | 0,35                  |
| Полістирол     | 0,35                  |
| Свинець        | 0,44                  |
| Срібло         | 0,37                  |
| Сірий чавун    | 0,22                  |
| Сталь          | 0,28                  |
| Скло           | 0,25                  |
| Порцеляна      | 0,23                  |